# Kanton Eurville-Bienville
Eurville-Bienville is een kanton van het Franse departement Haute-Marne. Het kanton maakt deel uit van het arrondissement  Saint-Dizier.  

Het telt 8.898 inwoners in 2018.

Het kanton werd gevormd ingevolge het decreet van 17  februari 2014 met uitwerking op 22 maart 2015.

## Gemeenten
Het kanton Eurville-Bienville omvat volgende 17  gemeenten: 
- Bayard-sur-Marne
- Chamouilley
- Chevillon
- Curel
- Domblain
- Eurville-Bienville
- Fays
- Fontaines-sur-Marne
- Magneux
- Maizières
- Narcy
- Osne-le-Val
- Rachecourt-sur-Marne
- Roches-sur-Marne
- Sommancourt
- Troisfontaines-la-Ville
- Valleret